# 폰페이주

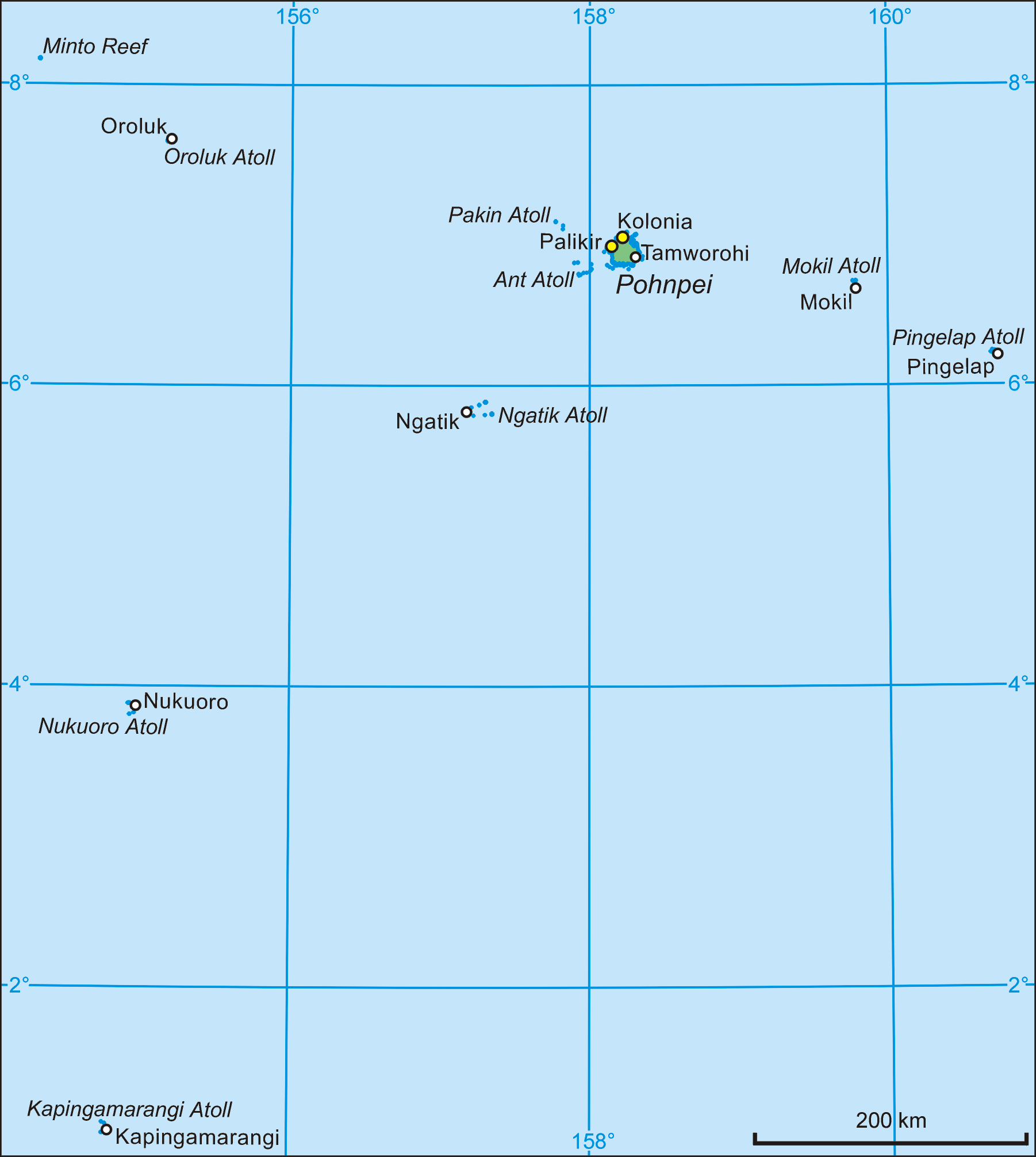
폰페이주의 위치

폰페이주(영어: Pohnpei state)는 미크로네시아 연방을 구성하는 4개 주 가운데 하나이다. 주의 중심지는 폰페이섬이며 주도는 콜로니아이다. 면적은 371.6km2, 인구는 36,196명(2010년 기준)이며 미크로네시아 연방의 수도인 팔리키르가 위치한다. 폰페이 섬과 주변에 있는 7개 섬(핑겔라프섬, 모킬 환초, 앤트 환초, 파킨 환초, 사프와피크섬, 누쿠오로섬, 카핑가마랑기섬)을 포함한다.

폰페이주의 기